# Naldo (futebolista)
Ronaldo Aparecido Rodrigues (Londrina, 10 de setembro de 1982), mais conhecido como Naldo, é um ex-futebolista brasileiro que atuava como zagueiro.
Em maio de 2018, em votação entre os atletas, foi eleito o melhor jogador de linha da temporada 2017–18 da Bundesliga. Esta foi a primeira vez que um defensor conquistou o prêmio concedido pela revista "Kicker", que teve início em 1999.

## Carreira

### RS Futebol
Nascido em Londrina, Naldo iniciou sua carreira pelo extinto RS Futebol, tendo feito sua base e estreado pelo profissional no clube. Atuou em duas temporadas pela equipe gaúcha, tendo feito 47 jogos e marcado três gols.

### Juventude

#### 2004
Em 2004, Naldo foi contratado pelo Juventude e fez sua estreia pelo clube no dia 2 de maio, entrando como substituto na goleada por 4–0 sobre o Paraná Clube, válida pelo Campeonato Brasileiro. Realizou sua primeira partida como titular no dia 10 de julho, na vitória de 1–0 contra o Coritiba. Marcou seu primeiro gol pela equipe sete dias depois, de falta, garantindo assim a vitória por 1–0 sobre o Flamengo.
O zagueiro voltou a balançar as redes no dia 1 de agosto, marcando no empate de 1–1 com o Vasco da Gama. Naldo formou um bom trio de zaga com Antônio Carlos Zago e Chicão, ajudando o clube a ficar quatro jogos seguidos sem levar gols, entre 5 e 14 de agosto. Fez seu terceiro gol na temporada na derrota de 2–1 para o Santos, no dia 1 de setembro, novamente em cobrança de falta. Depois de várias partidas fora por conta de uma lesão, Naldo retornou ao time no dia 7 de outubro, contra o Atlético Paranaense, tendo feito um dos gols do empate de 3–3.
Ao fim da temporada e após formar dupla de zaga com Thiago Silva, Naldo atuou em 25 partidas e marcou quatro gols.

#### 2005
Seguiu no Juventude na temporada de 2005, atuando como zagueiro central. Marcou seu primeiro gol na temporada no dia 24 de maio, no empate de 2–2 com o Corinthians, em jogo válido pelo Campeonato Brasileiro. Naldo faria ainda mais três gols: na derrota por 3–2 contra o Botafogo, na goleada sofrida por 5–2 pelo Internacional, e na vitória por 4–3 contra o Flamengo. Após as boas atuações no Brasileirão, Naldo teve sua contratação anunciada pelo Werder Bremen, da Alemanha, no final de julho. Ao todo, Naldo atuou em 36 partidas e marcou oito gols pelo clube gaúcho.

### Werder Bremen

#### 2005–06

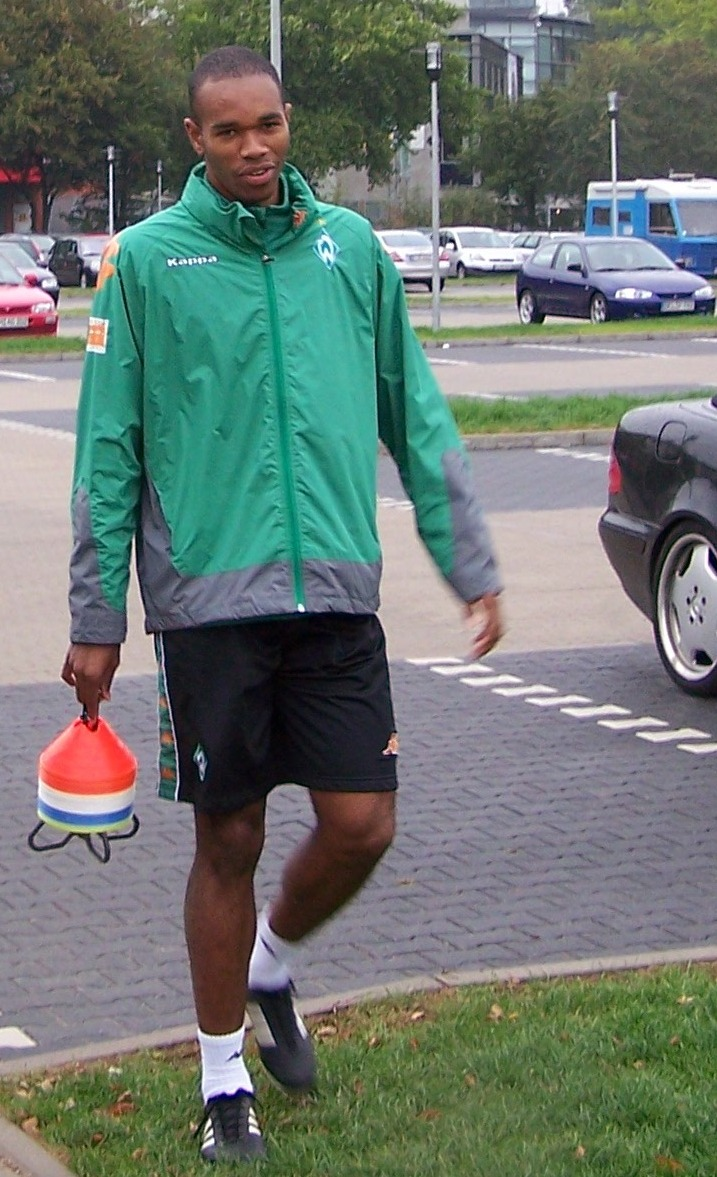
Naldo quando atuava no Werder Bremen, na temporada 2006–07

Suas boas atuações pelo Juventude fizeram o Werder Bremen contratá-lo para substituir o francês Valérien Ismaël, que havida deixado o clube rumo ao Bayern de Munique por 3 milhões de euros. Ao chegar ao Werder, o brasileiro recebeu a camisa 4.
Naldo fez sua estreia pelo Bremen logo na primeira rodada da Bundesliga, na goleada por 5–2 sobre o Arminia Bielefeld. Atuou nos dois jogos contra o Basel na fase dos playoffs da Liga do Campeões da UEFA, tendo o clube alemão avançado para a fase de grupos pelo critério de gol fora após empatar em 3–3 no agregado. Sua adaptação no clube foi muito rápida, tendo se tornado titular absoluto no time. Seu primeiro gol pelo Werder Bremen foi no dia 18 de novembro de 2005 na goleada de 6–1 sobre o Wolfsburg. Porém, durante a derrota de 2–1 para o Schalke 04 no dia 26 de novembro, Naldo acabou lesionando seu ombro e ficou uma partida fora. Retornou em 11 de dezembro, na vitória de 4–1 sobre o Colônia. O zagueiro marcou o segundo gol da partida, numa bela cobrança de falta. Já no dia 21 de dezembro, Naldo fez seu terceiro gol da temporada, na goleada de 4–1 sobre o Hannover 96. O brasileiro ajudou seu clube a ficar três jogos sem sofrer gols entre 25 de março e 8 de abril de 2006, incluindo na boa vitória por 3–0 sobre o Bayern de Munique. Contudo, o Bremen terminou o campeonato na segunda posição, atrás apenas do campeão Bayern de Munique, mas conseguiu a classificação para a Liga dos Campeões da UEFA. Em sua primeira temporada, Naldo atuou em 45 partidas e marcou três gols.

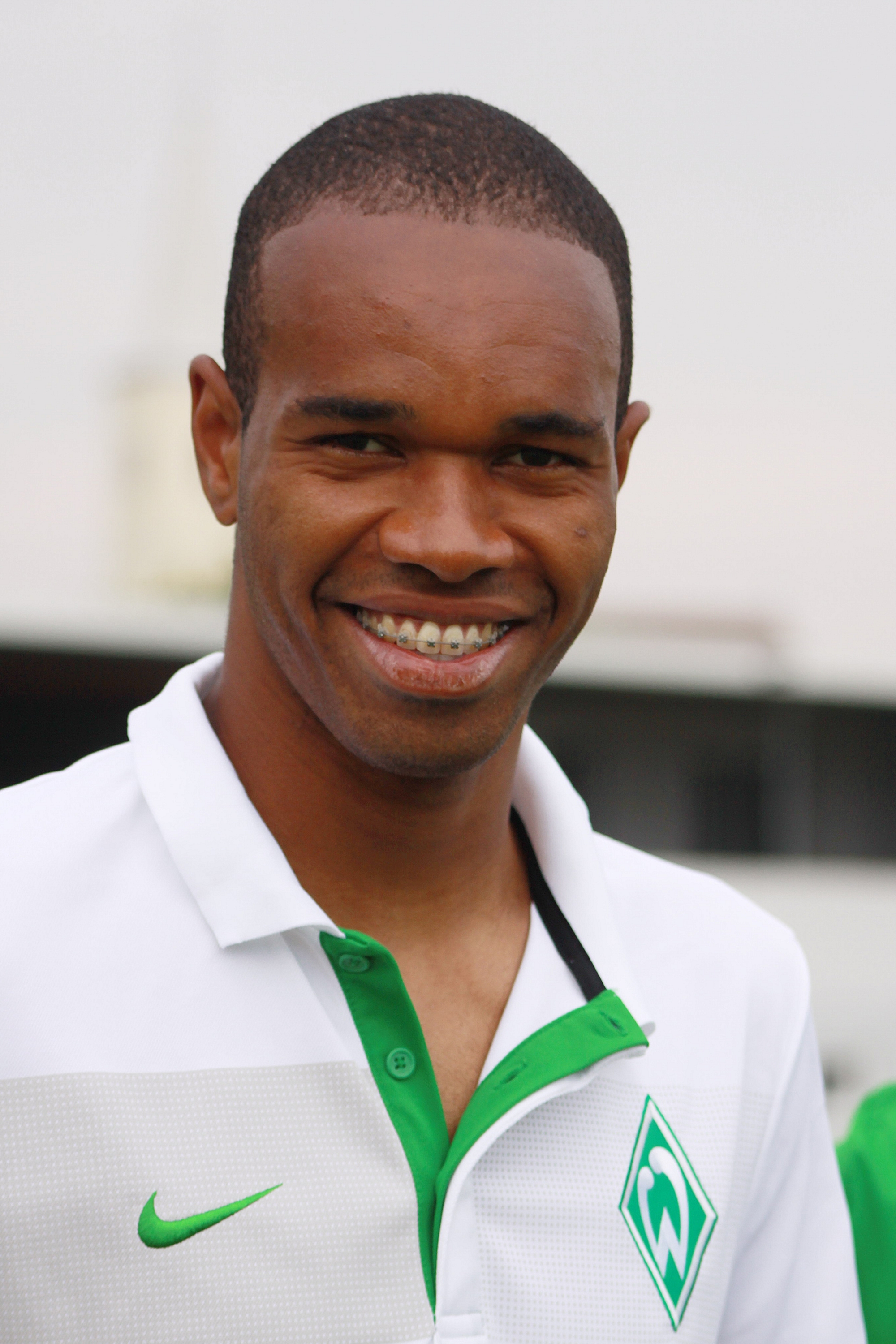
Naldo em 2009

#### 2006–07
Naldo começou bem a temporada, atuando em duas partidas da Copa da Liga Alemã e sagrando-se campeão do torneio, incluindo na vitória de 2–0. Naldo continuou sendo peça fundamental no time titular durante a temporada. Ajudou o Werder Bremen a ficar três jogos sem levar gols entre 30 de setembro e 18 de outubro de 2006, tendo feito dois gols contra o Bochum e o Levski Sofia ao longo desse período. Uma semana depois, Naldo fez seu terceiro gol na temporada na goleada de 6–1 sobre o Mainz 05. Fez um hat-trick na vitória de 6–2 sobre o Eintracht Frankfurt, se tornando o único defensor a fazer três gols na Bundesliga. Fez seu sétimo gol na temporada na vitória de 2–1 sobre o Wolfsburg.
Em 14 de fevereiro de 2007, fez seu oitavo tento na vitória de 3–1 sobre o Ajax, na partida de ida da primeira fase Copa da UEFA. No jogo de volta, Naldo ajudo seu clube a classificar-se mesmo perdendo a partida por 3–1. Ajudou o Bremen a conseguir mais uma sequência de jogos sem levar gols, entre 14 de março e 8 de abril, totalizando seis partidas. Atuou nas duas partidas da semifinal da Copa da UEFA contra o Espanyol, tendo o Bremen perdido por 5–1 no placar agregado.
No dia 10 de maio, Naldo assinou uma renovação de contrato até 2012 com o Werder Bremen. Fez o gol de seu clube na derrota de 2–1 para o Eintracht Frankfurt, resultado que afastou e acabou com as chances de título do Bremen, mas que terminou na 3.ª posição e garantiu ao menos uma vaga na Liga do Campeões da temporada seguinte. Terminou a temporada com 49 jogos e oito gols, e devido a sua performance, foi nomeado pela revista Kicker para a sua seleção da Liga alemã na temporada de 2006–07.

#### 2007–08
Continuou como um dos pilares da equipe, tendo dessa vez como parceiro de defesa o alemão Per Mertesacker. O brasileiro atuou nas duas partidas dos playoffs da Liga dos Campeões da UEFA contra o Dínamo de Zagreb, tendo o Werder Bremen ganhado por 5–3 no agregado. Durante a derrota de 3–0 para o Borussia Dortmund em 14 de setembro de 2007, Naldo se envolveu em uma confusão ao chutar Jakub Błaszczykowski, que estava caído. No entanto, o zagueiro não foi punido.

### Wolfsburg
Em julho de 2012 foi contratado pelo Wolfsburg, também da Alemanha. Pouco mais de dois anos depois, em dezembro de 2014, Naldo foi condecorado com cidadania alemã por seus grandes méritos pelo futebol alemão, onde atuava desde 2005.

### Schalke 04
Após quatro anos, o zagueiro deixou o Wolfsburg ao término do contrato e foi para o Schalke 04, onde assinou até 2018.

### Monaco
No dia 3 de janeiro de 2019, Naldo assinou um contrato de um ano e meio pelo Monaco. Deixou o clube no dia 17 de janeiro de 2020, após disputar apenas nove jogos.

## Seleção Nacional
Com o destaque no futebol alemão, Naldo foi convocado para a Seleção Brasileira entre 2007 e 2009. Esteve na lista dos 23 convocados pelo técnico Dunga para a Copa América de 2007, mas foi reserva e atuou em apenas uma partida da competição, na goleada por 6–1 contra o Chile. No total, disputou apenas quatro partidas pela Seleção Brasileira e não marcou gols.

### Jogos pela Seleção Brasileira
|    | Data                | Local                                                      | Resultado | Adversário | Competição           |
| -- | ------------------- | ---------------------------------------------------------- | --------- | ---------- | -------------------- |
| 1. | 1 de junho de 2007  | Estádio de Wembley, Londres, Inglaterra                    | 1–1       | Inglaterra | Amistoso             |
| 2. | 5 de junho de 2007  | Signal Iduna Park, Dortmund, Alemanha                      | 0–0       | Turquia    | Amistoso             |
| 3. | 7 de julho de 2007  | Estádio José Antonio Anzoátegui, Puerto La Cruz, Venezuela | 6–1       | Chile      | Copa América de 2007 |
| 4. | 10 de julho de 2007 | Stade de la Mosson, Montpellier, França                    | 2–0       | Chile      | Amistoso             |

## Pós-aposentadoria
Em setembro de 2020, meses após ter se aposentado, foi anunciado como auxiliar técnico do Schalke 04, chegando como membro da comissão técnica do treinador Manuel Baum.

## Títulos
Werder Bremen
- Copa da Liga Alemã: 2006
- Copa da Alemanha: 2009

Wolfsburg
- Copa da Alemanha: 2015
- Supercopa da Alemanha: 2015

Seleção Brasileira
- Copa América: 2007

### Prêmios individuais
- 2018 - Eleito pelos atletas como o Melhor jogador de linha da temporada 2017–18 da Bundesliga - Revista "Kicker"[1]